# Actias neidhoeferi
Actias neidhoeferi is een vlinder uit de familie nachtpauwogen (Saturniidae), onderfamilie Saturniinae.
De wetenschappelijke naam van de soort is voor het eerst geldig gepubliceerd door Ong & Yu in 1968.